# NGC 972
NGC 972 is een spiraalvormig sterrenstelsel in het sterrenbeeld Ram. Het hemelobject werd op 11 september 1784 ontdekt door de Duits-Britse astronoom William Herschel.

## Synoniemen
- PGC 9788
- UGC 2045
- MCG 5-7-10
- ZWG 505.12
- KUG 0231+290
- IRAS02312+2905